# Janet Austin
Pour les articles homonymes, voir Austin.
Janet Edna Merivale Austin, née à Calgary dans la province de l'Alberta, est une haute fonctionnaire canadienne. Elle est lieutenante-gouverneure de la Colombie-Britannique du 24 avril 2018 au 30 janvier 2025.

## Biographie
Janet Austin occupe pendant quinze ans le poste de directrice générale de la YWCA de Metro Vancouver. Elle travaille au sein de Big Sisters of Canada, un mouvement qui propose aux jeunes des services de mentorat afin de favoriser leur insertion sociale ; elle est également active au sein de BC Housing, société d'État chargée du logement social. Selon Judith Guichon, Janet Austin a « voué sa carrière à l’égalité des femmes et au changement social ».
Le 24 avril 2018, Janet Austin est nommée au poste de lieutenant-gouverneur de la Colombie-Britannique,,, devenant la 30e personne et la troisième femme de l'histoire à occuper la fonction après Iona Campagnolo (2001-2007) et Judith Guichon (2012-2018). À ce titre, elle est la représentante du monarque du Canada dans la province de la Colombie-Britannique.
Le 30 janvier 2025, elle est remplacée par Wendy Lisogar-Cocchia.

## Distinctions
- Ordre de la Colombie-Britannique (2016) ; chancelière de l'Ordre pendant son mandat de lieutenant-gouverneur.
- Médaille du jubilé d'or d'Élisabeth II (2002)[8].
- Médaille du jubilé de diamant d'Élisabeth II (2012)[9].

## Armoiries
| Figure | Blasonnement |
| ------ | --- |
|        | Armoiries : D'azur au chevron engrêlé d'or chargé de trois roses de gueules, barbées de sinople et boutonnées d'or, accompagné de trois croix latines du même. Cimier : Un lion d'or chargé sur l'épaule de trois gouttes de sable, tenant de sa patte dextre une croix latine érablée de gueules et naissant d'un cercle de fleurs d'orgueils de Chine au naturel. Devise : MENS CONSCIA RECTI. |